# DLsite
DLsite，前名為，是由日本股份公司營運的数字分发網站，主要經營電子發行同人作品、电脑游戏、電子書籍等業務，是日本排名前列的二次元類型產品的數位發行平台。平台上同人作品佔六成，商業作品佔四成，2023年4月網站註冊用戶超過1000萬。
2016年設立繁體中文版網站「DLsite 台灣版」（舊名：DLsite.com 台灣版），由台灣雞翅國際股份有限公司營運。DLsite自2020年開始支援中文，並開始將平台知名作品製作中文版，並推出「大家一起来翻译！」服務，翻譯後作品，譯者和原作者都能獲得分成，第一批翻譯作品在同年12月21日正式發售。DLsite台灣版在2020年6月30日與主站日合併。

## 发展
1996年7月：由有限会社青木系统创立，取名为「Soft Island」。
2001年1月：有限会社青木系统改组为株式会社EISYS，网站名称变更为DLsite.com。
2003年3月：与Digital Media Mart（现为DMM.com）合作，负责DMM.ADULT（FANZA前身）的同人专栏。
2004年2月：官方网站全面更新，开始提供英文版服务。
2005年1月：营运公司EISYS成为Livedoor附属公司。
2005年8月：与DMM解除合作。
2009年3月：移动电话服务「DLsite Mobile」。
2009年5月：开设姐妹站点 GAME999。
2010年4月：登录社团数达10000个以上。
2010年5月：营运公司EISYS脱离Livedoor附属，成为GEO的完全子公司
2011年5月：官方网站时隔七年全面更新，废除原先依审查团体分类的制度。
2016年5月：TAIWAN G2 Corporation开始提供「DLsite.com台湾版」服务。
2016年8月：与美国同型网站服务ImagineVR开始业务上的合作
2018年2月：发布消息称将于Steam上参与一般向游戏销售业务，并开始提供翻译服务。为纪念于2月20日播出第一集节目，免费公开 あぶらそば日和（荞麦油面日和）的短篇游戏『Mavi's Journey』。
2018年5月：举办公开投票选出将在Steam上发布的游戏
2019年1月：服务名称自「DLsite.com」变更为「DLsite」
2020年6月：ALICESOFT的 兰斯10 中文版开始销售
2021年3月：全年龄电子书商场部门独立为「DLsite comipo」。
2021年11月：开始提供「大家一起来翻译」服务，集结有志翻译者翻译经作者授权的作品，并共享翻译作品的利润
2024年3月：因應信用卡公司的要求，像蘿莉般的分類及搜尋標籤需改成「飛機場」（つるぺた）等字眼。之後4月3日起決定不再支援Mastercard和Visa途徑付款。2025年2月25日，DLsite恢復支持使用Mastercard和Visa付款，同時非日本用戶無法瀏覽有「酪梨」、「雜魚」等標籤的作品。

## 外部連結
- DLsite官方網站（日語）
- にじGAME （页面存档备份，存于）